# Antonio Marcegaglia

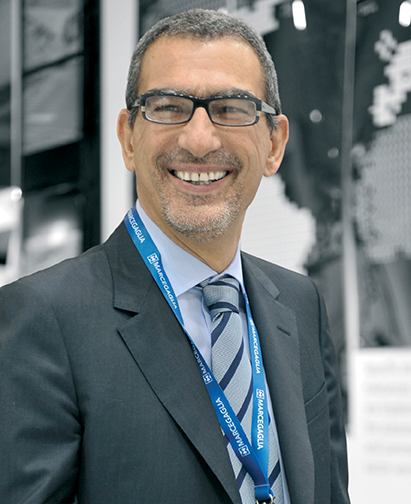
Antonio Marcegaglia

Antonio Marcegaglia (Mantova, 12 dicembre 1963) è un imprenditore italiano.

## Biografia
Antonio Marcegaglia è Presidente e amministratore delegato dell'omonimo gruppo industriale.
Antonio Marcegaglia si è laureato a pieni voti in economia aziendale nel 1987 all'Università Luigi Bocconi di Milano e pochi giorni dopo è entrato a tempo pieno nell'azienda di famiglia.
Sposato con Carolina Toso, condivide con la moglie l'impegno nel sociale prima come sostenitore di Associazioni di volontariato, Fondazioni e Istituti di Ricerca e oggi con la nascita di Fondazione Marcegaglia.
Collezionista d'arte contemporanea, è stato committente di Steellife – prima mostra internazionale dedicata all'acciaio in occasione della ricorrenza del 50º aziendale . La sua passione per l'acciaio e per l'arte lo ha reso protagonista di numerosi dibattiti dedicati; tra gli ultimi l'incontro corale Italia - Cina tenutosi ad ARTVERONA 2011 .
Interprete di primo piano della scena mondiale dell'acciaio è spesso voce del comparto sulle principali testate di settore .
Nell'ottobre 2013, in seguito alla scomparsa del padre Steno fondatore del gruppo, Antonio Marcegaglia viene nominato Presidente di Marcegaglia.
Dal 2017, a seguito dell'assegnazione del gruppo Ilva ad AM Investco (la joint-venture composta da ArcelorMittal e Marcegaglia), Antonio Marcegaglia promuove il rilancio del più grande asset siderurgico europeo, con l’obiettivo di rafforzare da protagonista il posizionamento e le quote di mercato dell'azienda nello scenario siderurgico europeo e mondiale.

## Procedimenti giudiziari
Nel 2008  Antonio Marcegaglia ha patteggiato 11 mesi di reclusione con sospensione della pena per il reato di corruzione di funzionari EniPower.

## Conferimenti
Marcegaglia è stato insignito del titolo di Stainless Steel Executive of the Year 2010 nel corso della manifestazione 9° International Stainless & Special Steel Summit a Roma 
Nel 2024 gli viene conferito a Milano da Forbes Italia il premio Ceo Italian Awards 2024 nella categoria Industry.